# Morteros
Morteros − miasto w Argentynie leżące w prowincji Córdoba. Według spisu z roku 1991 miasto liczyło 13 254 mieszkańców, a według spisu z 2001 roku - 15 129 mieszkańców.
Miasto jest siedzibą klubu piłkarskiego 9 de Julio.